# Pantoprazol
Pantoprazól je učinkovina iz skupine zaviralcev protonske črpalke. Zavira izločanje želodčne kisline in se uporablja pri zdravljenju ulkusne bolezni, gastroezofagealne refluksne bolezni, zollinger-ellisonovega sindroma in drugih bolezni zaradi hipersekrecije želodčne kisline. V kombinaciji z antibiotiki se uporablja za eradikacijsko zdravljenje okužbe želodčne sluznice s Helicobacter pylori. Učinkovitost pantoprazola je primerljiva z drugimi zaviralci protonske črpalke. Uporablja se v peroralnih farmacevtskih oblikah (za uporabo skozi usta) ter kot intravensko zdravilo.
Pogosti neželeni učinki pri uporabi pantoprazola so glavobol, driska, bruhanje, bolečina v trebuhu in bolečina v sklepih. Med hude neželene učinke spadajo anafilaksija (huda preobčutljivostna reakcija), atrofični gastritis, kolitis, ki ga povzroča Clostridium difficile, znižane ravni magnezija v krvi  ter pomanjkanje vitamina B12. Podatki kažejo, da je uporaba med nosečnostjo varna. Kot druge učinkovine iz skupine zaviralcev protonskih črpalk deluje tako, da zavre izločanje želodčne kisline, in sicer preko zaviranja encima H+/K+-ATPaza v želodčni sluznici.
Pantoprazol so začeli preučevati leta 1985, v klinično uporabo pa je prišel leta 1994 (v Nemčiji). Na voljo so že večizvorna (generična) zdravila.

## Klinična uporaba
Pantoprazol se pri odraslih in mladostnikih, starih 12 let in več, uporablja za kratkotrajno simptomatsko zdravljenje gastroezofagealne refluksne bolezni ter za dolgotrajno zdravljenje in preprečevanje ponovitve refluksnega ezofagitisa.
V kombinaciji z antibiotiki se uporablja za zdravljenje ulkusne bolezni, ki jo povzroča okužba s Helicobacter pylori, oziroma za izkoreninjenje (eradikacijo) te okužbe.
Pantoprazol se uporablja za dolgotrajno zdravljenje zollinger-ellisonovega sindroma in drugih stanj s povečanim izločanjem želodčne kisline.
Uporablja se tudi za preprečevanje razjed želodca in dvanajstnika zaradi uporabe neselektivnih nesteroidnih protivnetnih zdravil pri ogroženih bolnikih.

## Součinkovanje z drugimi zdravili
Součinkovanje pantoprazola z drugimi zdravili je v največ primerih posledica povečanega pH v želodcu, kar zmanjša absorpcijo in biološka uporabnost učinkovin, ki se normalno raztopijo v kislem želodčnem soku, na primer erlotinib, nelfinavir, posakonazol, dasatinib, atazanavir, itrakonazol, ketokonazol. Načeloma se je treba sočasni uporabi s temi zdravili izogibati.
Do součinkovanja lahko pride tudi z nekaterimi zdravili, ki se presnavljajo v jetrih preko encimskega sistema citokrom P450. Pantoprazol se namreč obsežno presnavlja po tej poti, zlasti s CYP2C19, pa tudi CYP3A4. Vendar pa študije součinkovanja z zdravili, ki se prav tako presnavljajo po teh poteh, kot so karbamazepin, diazepam, glibenklamid, nifedipin in peroralni kontraceptivi, ki vsebujejo levonorgestrel in etinilestradiol, niso pokazale klinično pomembnih interakcij. S CYP2C19 se presnavlja tudi klopidogrel in več retrospektivnih raziskav je ugotovilo povečano tveganje za ponovni srčno-žilni dogodek ob sočasnem jemanju klopidogrela in zaviralcev protonske črpalke. Vendar pa novejše prospektivne raziskave niso potrdile klinično pomembnega součinkovanja s klopidogrelom.

## Mehanizem delovanja
Kot druge učinkovine iz skupine zaviralcev protonskih črpalk deluje tako, da zavre izločanje želodčne kisline, in sicer preko zaviranja encima H+/K+-ATPaza v želodčni sluznici. Encim H+/K+-ATP-azo parietalnih celic želodčne sluznice zavrejo nepovratno. Na encim se veže distalno od celičnega receptorja in zato zavira izločanje klorovodikove kisline neodvisno od stimulacije z drugimi učinkovinami, kot so acetilholin, histamin, gastrin. Mehanizem je enak ne glede na pot uporabe (skozi usta ali intravensko).